# Nueva vida
Nueva Vida es una serie de televisión de formato drama emitido por la empresa Televisa en el Canal de las Estrellas, estrenado el 9 de marzo de 2013 con el episodio "Bebé".

## Desarrollo
Es un proyecto que narra la experiencia del mes a mes de embarazo y la complejidad simple de las emociones que suceden.
Es una serie de 9 programas especiales de una hora que se empezó a transmitir el 9 de marzo y su final será el 9 de mayo de 2013 de 7:00 a 8:00 de la noche y un programa especial el 11 de mayo, por el Canal de las Estrellas con contenido positivo y familiar producido por Luis de Llano Macedo.
Se invitaron a nuevos escritores y nuevos realizadores para crear una serie de programas especiales de alto impacto y emotivos.
Nueve canciones, nuevas historias y nueve programas alrededor de nueve mujeres de diferentes edades, estatus social y situaciones que suceden durante su periodo de embarazo.

## Personajes protagónicas
- Nora Salinas Capítulo 1: Bebé
- Ingrid Martz  Capítulo 2: Voy A Ser Madre
- Laura Carmine Capítulo: 3: Linda
- Edith Márquez Capítulo 4: Ay Amor
- Marisol del Olmo Capítulo 5: Señora Mamá
- Ilean Almaguer Capítulo 6: Late Corazón
- Esmeralda Pimentel Capítulo 7: Madre Soltera
- Margarita Magaña Capítulo 8: In Vitro
- Laura Flores Capítulo 9: Todos Mis Hijos
- Ninel Conde Capítulo 10: Nueva Vida El Concierto Dia De Las Madres

## Interpretación musical por episodio
- Yuri
- Playa Limbo
- Edith Márquez
- Pandora
- Margarita la Diosa de la Cumbia
- María José
- Paty Cantú
- Susana Zabaleta
- Alejandra Orozco

## Episodios
| Temporada | Temporada | Episodios | Estreno Original   | Estreno Original   |
| Temporada | Temporada | Episodios | Estreno            | Final              |
| --------- | --------- | --------- | ------------------ | ------------------ |
|           | 1         | 10        | 9 de marzo de 2013 | 11 de mayo de 2013 |

### Temporada 1 (2013)
| Serie # | Temp. # | Episodio                                    | Dirigido Por  | Escrito Por             | Protagonistas       | Estreno Original | Código | Audiencia (millones) |
| ------- | ------- | ------------------------------------------- | ------------- | ----------------------- | ------------------- | ---------------- | ------ | -------------------- |
| 1       | 1       | «Bebé»                                      | José Dossetti | Sergio Mendoza          | 9 de marzo de 2013  | 101              | —      |                      |
| 2       | 2       | «Voy A Ser Madre»                           | —             | —                       | 16 de marzo de 2013 | 102              | —      |                      |
| 3       | 3       | «Linda»                                     | Bruno Musso   | Anabel Castro Hernández | 30 de marzo de 2013 | 103              | —      |                      |
| 4       | 4       | «Ay Amor»                                   | —             | —                       | 23 de marzo de 2013 | 103              | —      |                      |
| 5       | 5       | «Señora Mamá»                               | —             | —                       | 6 de abril de 2013  | 105              | —      |                      |
| 6       | 6       | «Late Corazón»                              | Álvaro Curiel | Melissa de Cima         | 13 de abril de 2013 | 106              | —      |                      |
| 7       | 7       | «Madre Soltera»                             | Bruno Musso   | —                       | 20 de abril de 2013 | 107              | —      |                      |
| 8       | 8       | «In Vitro»                                  | —             | —                       | 27 de abril de 2013 | 108              | —      |                      |
| 9       | 9       | «Todos Son Mis Hijos»                       | Bruno Musso   | —                       | 4 de mayo de 2013   | 109              | —      |                      |
| 10      | 10      | «Nueva Vida El Concierto Dia De Las Madres» | José Dossetti | —                       | 11 de mayo de 2013  | 110              | —      |                      |

## Premios y nominaciones

### Premios TVyNovelas
| Año  | Categoría   | Programa/Telenovela | Resultado |
| ---- | ----------- | ------------------- | --------- |
| 2014 | Mejor Serie | Nueva Vida          | Nominada  |

## Enlaces
- (Sitio web Nueva vida)
- (Facebook Nueva Vida)
- (Música de Nueva Vida en iTunes)

- Datos: Q10997080